# تيري مايلز
تيري مايلز (بالإنجليزية: Terry Miles) (7 مايو 1937 في المملكة المتحدة - 27 يونيو 2025) هو لاعب كرة قدم بريطاني في مركز الوسط. لعب مع بورت فايل وEastwood Town F.C. ‏.